# Каучун (посёлок)
Каучун (узб. Qovchin / Қовчин) — посёлок городского типа, расположенный на территории Каршинского района Кашкадарьинской области Республики Узбекистан.

Статус посёлка городского типа с 2009 года.